# Al-Bayuk
Al-Bayuk ou al-Buyuk, en arabe : البَيُوك, est une municipalité du gouvernorat de Rafah en Palestine. Elle est située dans le sud de la bande de Gaza, au sud de Rafah.
Selon le recensement du bureau central palestinien des statistiques, la localité compte une population de 5 648 habitants en 2006.